# Diana Mocanu
Diana Mocanu (Brăila, 19 luglio 1984) è un'ex nuotatrice rumena.
Specializzata nel dorso, appena sedicenne ha vinto due medaglie d'oro ai Giochi olimpici di Sydney 2000.
Nel 2015 è diventata una dei Membri dell'International Swimming Hall of Fame.

## Carriera
Debutta a grandi livelli nel 1999 quando a soli 15 anni conquista il bronzo agli europei di nuoto di Istanbul nei 100 metri farfalla.
L'anno successivo in luglio sempre agli europei conquista l'argento su tutte le distanza del dorso e il bronzo nella staffetta 4 x 100 metri misti, qualche settimana dopo agli europei giovanili di Dunkerque si aggiudica l'oro nei 100 metri dorso, nei 100 metri farfalla e nei 200 metri misti, a cui si aggiunge l'argento nei 200 metri farfalla.
A settembre, ad appena sedici anni, domina le gare di dorso dei Giochi della XXVII Olimpiade di Sydney, realizzando il record olimpico sui 100 metri e distanziando la francese Roxana Maracineanu di oltre due secondi sulla distanza doppia.
L'ultimo grande acuto della carriera arriva ai Mondiali di nuoto di Fukuoka nel 2001 con l'oro sui 200 dorso e l'argento sui 100.
Negli anni successivi stenta a trovare una forma accettabile, motivo che la porta anche a rinunciare ai Giochi olimpici di Atene 2004.
Il 23 settembre 2004 ha comunicato il ritiro dall'attività agonistica per carenza di stimoli, dichiarando comunque di voler restare nel mondo del nuoto come allenatrice.

## Palmarès
- Olimpiadi

Sydney 2000: oro nei 100m dorso e nei 200m dorso.
- Mondiali

Fukuoka 2001: oro nei 200m dorso e argento nei 100m dorso.
- Europei

Istanbul 1999: bronzo nei 100m farfalla.
Helsinki 2000: argento nei 50m dorso, nei 100m dorso e nei 200m dorso e bronzo nella 4x100m misti.
- Europei giovanili

Dunkerque 2000: oro nei 100m dorso, nei 100m farfalla e nei 200m misti e argento nei 200m farfalla.